# Dynatek-Latvia
Dynatek-Latvia war ein lettisches Radsportteam.
Die Mannschaft wurde 2008 gegründet und nahm als Continental Team an den UCI Continental Circuits  teil. Die meisten Rennen fuhr sie in Europa. Manager war Lauris Špillers, der von seinen Sportlichen Leitern Roberts Krūmiņš, Andris Reiss, Jānis Veide und Egons Rozenfelds unterstützt wurde. Der ehemalige Sponsor Dynatek ist eine Fahrradmarke, von dem die Mannschaft auch ausgestattet wurde.
Am Ende des ersten Jahres wurde die Mannschaft bereits wieder aufgelöst.

## Saison 2008

### Erfolge in der UCI Europe Tour
Bei den Rennen der UCI Europe Tour im Jahr 2008 gelangen dem Team nachstehende Erfolge.
| Datum         | Rennen                            | Kat. | Fahrer              |
| ------------- | --------------------------------- | ---- | ------------------- |
| 2. Mai        | Grand Prix of Moscow              | 1.2  | Oļegs Meļehs        |
| 1. Juni       | Riga Grand Prix                   | 1.2  | Normunds Lasis      |
| 29. Juni      | Lettische Straßenradmeisterschaft | NC   | Normunds Lasis      |
| 9. September  | 2. Etappe Bulgarien-Rundfahrt     | 2.2  | Wolodymyr Starschyk |
| 10. September | 3. Etappe Bulgarien-Rundfahrt     | 2.2  | Normunds Lasis      |
| 10. September | 4. Etappe Bulgarien-Rundfahrt     | 2.2  | Normunds Lasis      |
| 13. September | 7. Etappe Bulgarien-Rundfahrt     | 2.2  | Normunds Lasis      |

## Team 2008
| Name                 | Geburtstag         | Nationalität | Team 2009                      |
| -------------------- | ------------------ | ------------ | ------------------------------ |
| Caspar Austa         | 28. Januar 1982    | Estland      |                                |
| Ingus Eislers        | 28. Januar 1989    | Lettland     | Meridiana-Kalev Chocolate Team |
| Daniels Ernestovskis | 25. September 1986 | Lettland     |                                |
| Serhij Hretschyn     | 9. Juni 1979       | Ukraine      | Amore & Vita-McDonald's        |
| Normunds Lasis       | 25. Februar 1985   | Lettland     | Cycling Club Bourgas           |
| Viesturs Lukševics   | 16. April 1987     | Lettland     |                                |
| Raivo Maimre         | 28. August 1982    | Estland      |                                |
| Arturs Malenders     | 19. April 1987     | Lettland     |                                |
| Romans Melderis      | 31. Januar 1974    | Lettland     |                                |
| Oļegs Meļehs         | 24. März 1982      | Lettland     | Meridiana-Kalev Chocolate Team |
| Herberts Pudans      | 14. Oktober 1986   | Lettland     |                                |
| Gints Reinolds       | 17. April 1987     | Lettland     |                                |
| Wolodymyr Starschyk  | 13. April 1980     | Ukraine      | Amore & Vita-McDonald's        |